# Isiljkulj
 Ovo je glavno značenje pojma Isiljkulj. Za druga značenja pogledajte Isiljkulj (razdvojba).
Isiljkulj (ruski: Исильку́ль) je grad u Omskoj oblasti, 145 km zapadno od Omska. Zemljopisni položaj mu je 54° 55' sjeverne zemljopisne širine i 71° 20' istočne zemljopisne dužine. Nalazi se na obalama istoimenog jezera.
Broj stanovnika: 27.800 (2001.)
Osnovan je 1895. godine. Status grada stječe 1945. godine. 
Transferna je točka na južnom ogranku Transsibirske željezničke pruge, između zapadnosibirskih i sverdlovskih pruga.
Podrijetlo imena je kazačko, a znači "gnjilo jezero".
Vremenska zona: Moskovsko vrijeme+3